# Bolaño infra: 1975-1977
Bolaño infra: 1975-1977. Los años que inspiraron 'Los detectives salvajes' es un ensayo escrito por la periodista chilena Montserrat Madariaga Caro, publicado por primera vez en diciembre de 2010 por RIL editores.
Se trata de un ensayo que investiga acerca del escritor Roberto Bolaño durante su período de vida en México, D. F. entre 1975 y 1977, periodo durante el cual creó con otros poetas el movimiento infrarrealista. El libro está especialmente orientado hacia las motivaciones que llevaron a Bolaño a escribir su novela Los detectives salvajes, si bien también da a conocer características personales y biográficas del escritor, del infrarrealismo y de sus integrantes, incluyendo especialmente a Mario Santiago Papasquiaro.
El libro surge de una tesis de grado de la Universidad Adolfo Ibáñez realizada en 2006, en que el profesor de la autora, Ricardo Martínez Gamboa, la incita a viajar a México para profundizar en el material, obteniendo información de primera mano.

## Estructura
El libro, que incluye imágenes de la época y actuales, comienza con una introducción, y continúa con los siguientes ocho capítulos:
1. El detective salvaje
Se refiere al contexto histórico en México durante la llegada de Roberto Bolaño a Ciudad de México en medio del Movimiento de 1968, y del entorno político previo a la fundación del infrarrealismo, con la ascenso del presidente Luis Echeverría Álvarez del PRI.[5]
2. Los beatniks de México
Se centra principalmente en las influencias del movimiento infrarrealista, entre las que destacan la generación beat con escritores como Allen Ginsberg, Jack Kerouac y William Burroughs.[6]
3. ¡Hay que acabar con Octavio Paz!
Habla de la fundación del movimiento, de sus integrantes, sus primeros trabajos, su organización, sus lugares de reunión, el idealismo trotskista y revolucionario de sus miembros, así como de su distanciamiento con figuras icónicas de la literatura mexicana como Octavio Paz.[7]
4. La cultura oficial contraataca
Se refiere a los sabotajes realizados por los infrarrealistas a otros poetas, y de cómo estas prácticas los mantuvo por un tiempo al margen de poder publicar en los medios oficiales locales. También comenta su cercanía con el estridentismo y personajes como José Revueltas y Efraín Huerta.[8]
5. Correspondencia infra
Profundiza en las publicaciones individuales y como movimiento infrarrealista en esa época, su acercamiento con el Movimiento Hora Zero y su primera revista literaria, que tuvo un único número.[9]
6. El carácter de Bolaño
Indaga sobre la personalidad de Roberto Bolaño por aquella época, en boca de quienes lo conocieron directamente. Las declaraciones se centran en él como persona, como escritor y como líder de los infrarrealistas.[10]
7. Mario Santiago
Se refiere a la vida de Mario Santiago Papasquiaro luego de su regreso a México desde su viaje por Europa e Israel, de sus extravagancias, de cómo logró resucitar el movimiento a pesar de que Bolaño ya lo había dado por acabado luego de su partida, y de sus últimos años.[11]
8. Después de la aventura
Habla del destino de varios de los antiguos infrarrealistas, de cómo algunos continuaron con el movimiento, e intenta esbozar una idea de que ha estado haciendo el movimiento desde la partida de Bolaño.[12]

Luego sigue con un epílogo, y finaliza con unos anexos, donde se incluye el primer manifiesto infrarrealista escrito por Roberto Bolaño en 1976, titulado «Déjenlo todo, nuevamente»; dos cartas de Bolaño dirigidas a Mario Santiago, una sin fecha y la otra fechada el 29 de noviembre de 1994 en Blanes, último lugar de vida del escritor; y la bibliografía utilizada por Madariaga, dividida obras consultadas de Bolaño, entrevistas hechas a este por personas externas, obras consultadas de otros autores, publicaciones de personas externas (revistas, diarios y discos), material y publicaciones de los infrarrealistas, lista fechada de las entrevistas realizadas, y sitios web consultados.